# Alexandra Delli Colli
Alexandra Delli Colli (12 settembre 1957) è un'attrice cinematografica italiana. Ha partecipato a film del genere cannibal movie e gialli all'italiana, recitando in film cult quali Zombi Holocaust e Lo squartatore di New York.

## Biografia
Ha esordito nel 1975 sul grande schermo con il lungometraggio Un letto in società con lo pseudonimo di Alexandra Gorski. Altre sue interpretazioni si inseriscono nel filone dei film commedie all'italiana oppure dei film erotici. La ricordiamo nelle pellicole L'inceneritore del 1982 e Il fascino sottile del peccato del 1987. 
Ne Lo squartatore di New York di Lucio Fulci, benché il film venne classificato come thriller, Alexandra ha recitato molte scene particolarmente erotiche ma che non sfiorarono mai l'hard.  Il suo ultimo film, del 1989 è Fratelli d'Italia. Oltre che in Italia, Alexandra, avendo parenti francesi, ha lavorato in Francia.

## Filmografia
- Un letto in società (Catherine et Cie), regia di Michel Boisrond (1975)
- I ragazzi fic fic, regia di Max Pécas (1977)
- On est venu là pour s'éclater, regia di Max Pécas (1979)
- Zombi Holocaust, regia di Marino Girolami (1979)
- Mieux vaut être riche et bien portant que fauché et mal foutu, regia di Max Pécas (1980)
- L'inceneritore, regia di Pier Francesco Boscaro dagli Ambrosi (1982)
- Lo squartatore di New York, regia di Lucio Fulci (1982)
- On l'appelle catastrophe, regia di Richard Balducci (1983)
- Romanza final (Gayarre), regia di José María Forqué (1986)
- Il fascino sottile del peccato, regia di Ninì Grassia (1987)
- Fratelli d'Italia, regia di Neri Parenti (1989)